# 騰訊前海大廈
騰訊前海大廈（英文：Tencent Qianhai Towers），又稱騰訊數碼大廈，位於中華人民共和國廣東省深圳市前海深港現代服務業合作區，為著名科網企業騰訊在市內建造的第三個業務據點。項目於2015年10月動工，2024年1月完工。

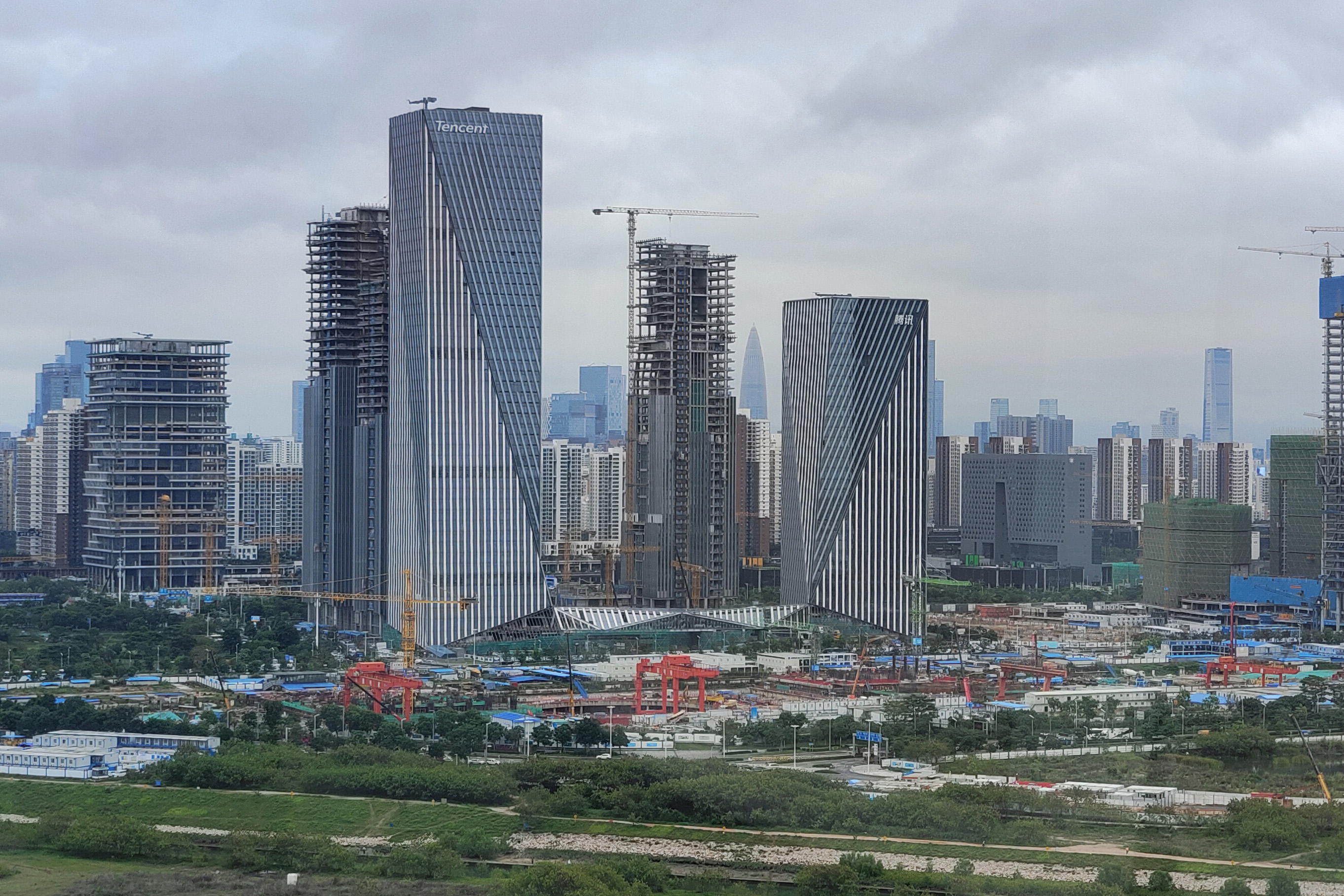
前海建筑群，左一即为腾讯前海大厦

## 建築特色
騰訊前海大廈由分別高230及155米的辦公大樓組成，各高48及31層，合共180110平方米。此外，兩幢辦公大樓間及地底亦設有26000平方米的商場，並設下沉廣場。除了寫字樓及商場外，項目內亦將設郵局及社康中心各一所。
相比騰訊總部所在地——騰訊濱海大廈，此項目的外觀設計較為平實，並先後參考同樣由KPF建築師事務所設計的新加坡萊佛士碼頭一號（早期方案）及羅敏申路18號（現行方案）。
建成後，預計騰訊部分部門將遷入此大廈，但暫時未知會佔用一部分還是全部樓面。

## 建設歷程
- 2014年，騰訊以15.46億元人民幣投得本項目所在的前海桂灣T201-0081土地地上權，與另外三幅前海土地一併開標，為期40年。
- 2015年10月，項目正式動工。
- 2017年12月，中建三局中標此項目的上蓋建築工程，作價26.48億元人民幣。
- 2018年1月18日，項目首塊底板完成澆築[6]。
- 2018年6月5日，項目預製鋼結構完成，準備運往現場焊接[7]。
- 2018年9月，項目已建至地面以上兩層。
- 2019年4月中，南塔建至地上24層，北塔則建至地上13層。
- 2019年6月初，南塔建至地上30層，北塔則建至地上16層。
- 2024年1月，騰訊前海大廈完工。

## 工業意外
2019年6月15日，騰訊前海大廈發生工業意外，一名工人由工作台墮下，送院搶救後不治。事後，承建商中建三局及項目經理被市住建局列入「紅色警示」黑名單三個月。